# ブラウワーの不動点定理

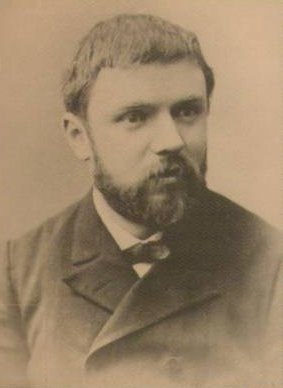
1886年、アンリ・ポアンカレ（写真）はブラウワーの不動点定理と同値な結果を証明した。その正確な証明は、三次元の場合は1904年にピアース・ボウルによって行われ、一般の場合は1910年にジャック・アダマールとライツェン・ブラウワーによって行われた。

ブラウワーの不動点定理（ブラウワーのふどうてんていり、英: Brouwer's fixed-point theorem）は、位相幾何学における不動点定理で、ライツェン・ブラウワーの名にちなむ。この定理では、コンパクト凸集合からそれ自身への任意の連続函数 f に対して、f(x0) = x0 を満たす点 x0、すなわち不動点が存在することが述べられている。ブラウワーの定理の最も簡単な形式のものは、実数直線内の閉区間 I あるいは閉円板 D からそれ自身への連続函数 f に対するものである。後者に対するより一般のものは、ユークリッド空間の凸コンパクト部分集合 K からそれ自身への連続函数に対するものである。
不動点定理は数多く存在するが、中でもブラウワーの不動点定理は数学の多くの分野をまたいで利用されるため、非常に有名である。元々の分野において、この結果はジョルダン曲線定理、毛球の定理およびボルサック＝ウラムの定理とともにユークリッド空間のトポロジーを特徴付ける重要な定理となっている。このため、この定理は位相幾何学における基礎的な定理に位置付けられている。この定理はまた、微分方程式の重要な結果を証明するために用いられ、微分幾何学の入門的なほとんどの課程において扱われている。この定理はまた、ゲーム理論のような分野でも用いられている。経済学において、ブラウワーの不動点定理とその拡張である角谷の不動点定理は、1950年代にノーベル経済学賞受賞者のケネス・アローとジェラール・ドブルーによって示されたように、マーケット経済の一般均衡の存在の証明で中心的な役割を果たしている。
さらに数値解析の分野においては、非線型方程式の数値解に対する精度保証付き数値計算の基礎として利用される。
この定理ははじめ、アンリ・ポアンカレとエミール・ピカールを中心とするフランスの数学者によって微分方程式の観点から研究されていた。ポアンカレ＝ベンディクソンの定理のような結果を証明する上で、位相幾何学的な手法を利用することが求められていた。19世紀末においてこの研究は、いくつかの定理を証明するに至った。一般的な場合は1910年にジャック・アダマールとライツェン・ブラウワーによって証明された。

## 内容
この定理には、使用される文脈と一般化の程度に応じて、いくつかの異なるヴァージョンがある。最も簡単なものは次である：
平面における定理閉円板からそれ自身へのすべての連続函数は少なくとも一つの不動点を持つ。
これは任意の有限次元空間に対して次のように一般化される：
ユークリッド空間における定理ユークリッド空間の閉球からそれ自身へのすべての連続函数は不動点を持つ。
より一般的な場合は次である：
コンパクト凸集合における定理ユークリッド空間のコンパクト凸部分集合 K からそれ自身へのすべての連続函数は不動点を持つ。
より一般的な場合は、次のような異なる名前で知られている：
シャウダーの不動点定理バナッハ空間のコンパクト凸部分集合 K からそれ自身へのすべての連続函数は不動点を持つ。

## 各条件の重要性
この定理は、コンパクト、すなわち「有界」かつ「閉」で、さらに「凸」である集合に対してのみ成立する。次の例は、これら三つの条件がなぜ重要なのかという点を示すものである。

### 有界性
R からそれ自身への連続函数
{\displaystyle f(x)=x+1}
を考える。この函数はすべての点を右側に写すため、不動点を持つことはない。R は凸かつ閉であるが、有界でないことに注意されたい。

### 閉性
開区間 (−1,1) からそれ自身への連続函数
{\displaystyle f(x)={\frac {x+1}{2}}}
を考える。この区間において、この函数はすべての点を右側に写すため、不動点を持つことはない。(−1,1) は凸かつ有界であるが、閉でないことに注意されたい。しかし閉区間 [−1,1] 上では、この函数 f は不動点を持つ。f(x) = x = 1。

### 凸性
凸性は、ブラウワーの不動点定理において、厳密な意味で要求されるものではないことに注意されたい。（不動点であるための連続性といった）求められる性質は同相写像の下で不変であるため、ブラウワーの不動点定理は、定義域が閉単位球 D n であるように要求される場合と同値な形式を持つ。同じ理由で、閉球（したがって閉、有界、連結で穴のないものなど）と位相同型であるようなすべての集合に対して定理は成り立つ。
穴を持つ定義域においてブラウワーの不動点定理が成立しない例を次に示す。極座標において定義される次の函数を考える：
{\displaystyle f(r,\theta )=(r,\theta +\pi /4)}
この函数は単位円周からそれ自身への連続函数である。この函数は、単位円周上のすべての点を反時計回りに45度回転させるものであるため、不動点を持つことはない。単位円周は閉かつ有界であるが、穴を持つ（したがって凸でない）ことに注意されたい。もしこの函数を（凸である）単位円板上で定義すれば、その原点が不動点となる。
穴を持たない定義域に対するブラウワーの不動点定理の正式な一般化は、レフシェッツの不動点定理に見られる。

### ホモロジーを用いた証明

レトラクション F の図